# Wojsław (przystanek kolejowy)
Wojsław – przystanek kolejowy w Mielcu, w województwie podkarpackim, w Polsce.

## Historia
W czasie II wojny światowej Niemcy zbudowali tutaj stację przeładunkową na potrzeby wojskowe . Do pracy przy budowie stacji na Wojsławiu wykorzystywali niewolniczą pracę jeńców wojennych m.in. francuskich i radzieckich oraz junaków z obozu pracy przymusowej Baudienst w Mielcu . W listopadzie 1942 roku grupa sabotażowa Narodowej Organizacji Wojskowej z udziałem Wiktora Saramy pseudonim „Sekwana” wzniecili pożar wojskowych składów siana i słomy na bocznicy kolejowej znajdującej się we Wojsławiu . Przystanek kolejowy na Wojsławiu został oddany do użytku w 1957 roku. W 1998 roku przystanek kolejowy został zamknięty . Przystanek kolejowy przez cały czas swojego funkcjonowania był zlokalizowany przy mieleckiej ulicy Witosa. 20 września 2017 roku PKP Polskie Linie Kolejowe S.A. ogłosiła przetarg na prace remontowe na linii kolejowej nr 25 na odcinku Mielec – Dębica, przy której znajduje się przystanek i w zakresie inwestycji obejmuje zmianę lokalizacji przystanku PKP Wojsław. Spółka PKP PLK zrezygnowała w 2017 roku z funkcjonowania tego przystanku w dotychczasowej lokalizacji i zdecydowała się na przesunięcie budowy nowego peronu bliżej centrum miasta pomiędzy ulicami Wojsławską i Korczaka, w rejonie ulic Krańcowej i Wiosennej.
1 marca 2019 roku nastąpiło rozpoczęcie prac remontowych na linii kolejowej nr 25 na odcinku Mielec – Dębica, przy którym znajduje się przystanek. W 2019 roku spółka PKP PLK na wniosek Urzędu Miasta Mielca zrezygnowała z planów funkcjonowania tego przystanku bliżej centrum miasta pomiędzy ulicami Wojsławską i Korczaka, w rejonie ulic Krańcowej i Wiosennej i podjęła decyzję o odbudowie tego przystanku kolejowego w dotychczasowej lokalizacji przy ulicy Witosa. Prace przy budowie przystanku rozpoczęły się wiosną 2020 roku. 26 sierpnia 2020 Naczelnik Działu Eksploatacji i Infrastruktury Pasażerskiej – Zakładu Linii Kolejowych w Rzeszowie Krzysztof Leszkowicz poinformował o wznowieniu ruchu kolejowego towarowego na odcinku Mielec – Kochanówka Pustków, przy którym znajduje się przystanek z dniem 1 września 2020 roku. 3 września 2020 roku przejechały pierwsze pociągi towarowe nowym torem na tym odcinku. 1 września 2021 roku, po 12-letniej przerwie został wznowiony ruch pociągów pasażerskich na linii kolejowej z Dębicy do Mielca, przy którym znajduje się przystanek. 15 grudnia 2024 przywrócono kursy pociągów pasażerskich przejeżdżających przez przystanek kolejowy na odcinku Tarnobrzeg–Mielec–Dębica.